# Dorothé van Driel

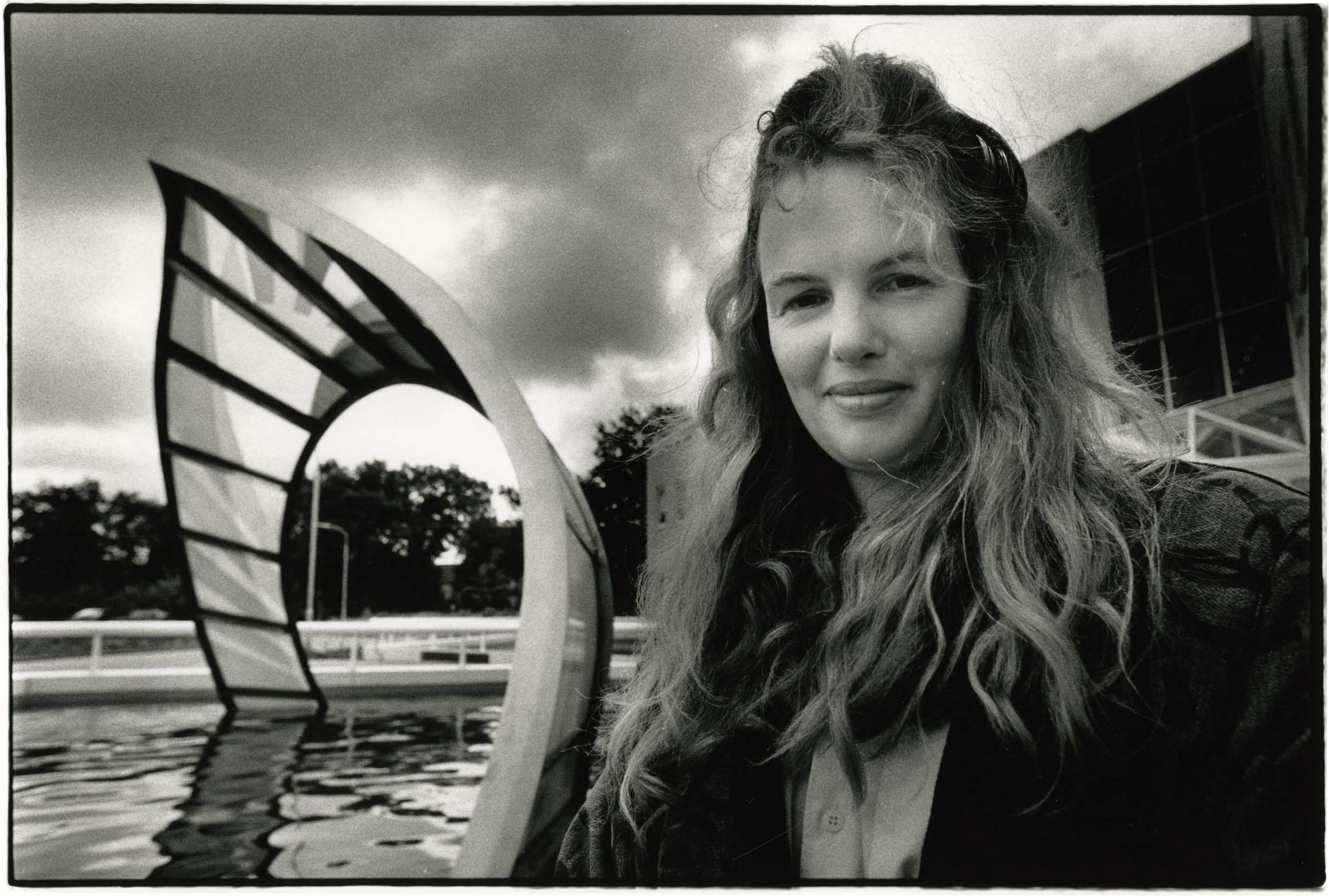
Dorothé van Driel, 1992

Dorothé Jacqueline van Driel (* 11. Februar 1957 in Amsterdam; † 12. Februar 2006 in Groningen) war eine niederländische bildende Künstlerin.

## Leben und Werk
Dorothé van Driel studierte von 1975 bis 1981 Bildhauerei an der Academie Minerva in Groningen. Zu ihren Lehrern gehörten Wout Muller und Karl Pelgrom. Von 1981 bis 1983 besuchte sie die Gerrit Rietveld Academie in Amsterdam.
Dorothé van Driel war als Bildhauerin, Aquarellistin und Glaskünstlerin tätig, konzentrierte sich in ihren Arbeiten aber hauptsächlich auf Glas. Sie war fasziniert von der Wirkung von Licht in Glas und experimentierte mit dem Material, indem sie Schichten aus transparentem und farbigem Glas verschmolz und sich in Schichten überlagern ließ. Glas kombinierte sie oft mit Materialien wie Bronze und Eisen. Ihre Motive orientierten sich meist an der Natur. So schuf sie etwa nach einer Reise nach Key West, Florida, mit der Serie „Underseas“ von der Welt der Tiefsee inspirierte gläserne „fantastische Lebewesen, die an Korallen, Schwämme, Quallen und Schalentiere erinnern“.
Dorothé van Driel war mit dem Bildhauer Pépé Grégoire liiert. Sie lebte in Groningen, wo sie 2006 starb. 2011 wurde ihr posthum der alle zwei Jahre verliehene Singerpreis der Stichting Vrienden van het Singer Museum für ihr Gesamtwerk verliehen. Der Preis wurde an Pépé Grégoire überreicht.
Ihre Arbeiten sind auch im Skulpturengarten des Museums Singer Laren zu sehen, nachdem die Dorothé van Driel-Stiftung dem Museum im Jahr 2010 eine Auswahl ihrer Arbeiten gespendet hat. Weitere Arbeiten von ihr sind im Museum Boijmans Van Beuningen, im De Buitenplaats im niederländischen Soest und dem Museum de Fundatie in Zwolle ausgestellt.

## Ausstellungen (Auswahl)
- 2011: Dorothé van Driel – Gebroken licht, Kasteel het Nijenhuis in Heino des Museums de Fundatie, Zwolle[5]
- 2016: Dorothé van Driel: glasobjecten, Museum Singer Laren, Laren[3]
- 2023: Tentoonstelling: Vrouwen van De Buitenplaats, Museum De Buitenplaats, Eelde[6]